# Fairview, Tennessee
Fairview är en ort i Williamson County i delstaten Tennessee, USA.